# Randy Rustenberg
Randy Leonardo Rustenberg (Amsterdam, 4 februari 1984) is een Nederlandse voormalig profvoetballer die als verdediger speelt. 

## Carrière
Rustenberg begon bij FC Abcoude en speelde vanaf 1996 in de jeugd van AFC Ajax. Hij debuteerde in 2004 bij RKC Waalwijk en speelde vanaf 2006 voor FC Dordrecht. Hij zou in seizoen 2011-2012 uitkomen voor FC Emmen, maar na vier weken is zijn contract alweer ontbonden. In het seizoen 2012/13 speelt hij alsnog voor FC Emmen, maar opnieuw vertrok hij na enkele weken. Hierna ging hij voor FC Presikhaaf spelen en van 2014 tot 2016 kwam hij uit voor OFC. Sinds 2016 speelt hij voor ZSGOWMS.

## Persoonlijk
Zijn jongere broer Giovanni is bekend als rapper onder de naam Cho.

## Clubstatistieken
| Seizoen | Club                  | Duels | Goals | Competitie          |
| ------- | --------------------- | ----- | ----- | ------------------- |
| 2004/05 | RKC Waalwijk          | 11    | 0     | Eredivisie          |
| 2005/06 | RKC Waalwijk          | 2     | 0     | Eredivisie          |
| 2006/07 | FC Dordrecht          | 22    | 0     | Eerste divisie      |
| 2007/08 | FC Dordrecht          | 6     | 0     | Eerste divisie      |
| 2008/09 | SC Cambuur Leeuwarden | 16    | 0     | Eerste divisie      |
| 2009/10 | SC Cambuur            | 26    | 0     | Eerste divisie      |
| 2010/11 | SC Cambuur            | 10    | 0     | Eerste divisie      |
| 2010/11 | AGOVV Apeldoorn       | 12    | 0     | Eerste divisie      |
| 2011/12 | Pattaya United FC     | 0     | 0     | Thai Premier League |
| 2012/13 | FC Emmen              | 0     | 0     | Eerste divisie      |
| Totaal  | Totaal                | 105   | 0     |                     |